# 北塔那那利佛區
北塔那那利佛區，是馬達加斯加的行政區，位於該國中部，由阿那拉芒加區負責管轄，面積617平方公里，2011年人口343,516，人口密度每平方公里557人。